# Bortom det blå
Bortom det blå är ett studioalbum från 1997 av Lisa Ekdahl.

## Låtlista
Alla sångerna är skrivna av Lisa Ekdahl.
1. Bortom det blå – 4:05
2. Gå dit ifall du minns – 2:13
3. Två lyckliga dårar – 2:44
4. Jag behöver inget mer – 3:54
5. Vi tillhör varann – 2:52
6. Sakta, sakta – 3:42
7. Jag vill bara vara – 3:54
8. Du var inte där för mig – 2:42
9. Hyenorna skrattade, gamarna log – 3:41
10. Genom dig ser jag ljuset – 2:37
11. Cirklar – 2:31
12. Vill ha dig kvar – 3:30
13. Tänk inte mera – 2:51

## Listplaceringar
| Lista (1997-1998) | Topplacering |
| ----------------- | ------------ |
| Sverige           | 6            |
| Norge             | 12           |